# ماركوس وولي
ماركوس وولي (بالإنجليزية: Monty Woolley)‏ (و. 1888 – 1963 م) هو ممثل مسرحي، وممثل أفلام، وممثل تلفزي أمريكي، ولد في نيويورك، توفي في ألباني، نيويورك، عن عمر يناهز 75 عاماً، بسبب نوبة قلبية.

## التعليم
تعلم في جامعة هارفارد، وجامعة ييل.

## وصلات خارجية
- ماركوس وولي على موقع IMDb (الإنجليزية)
- ماركوس وولي على موقع الموسوعة البريطانية (الإنجليزية)
- ماركوس وولي على موقع ألو سيني (الفرنسية)
- ماركوس وولي على موقع تيرنر كلاسيك موفيز (الإنجليزية)
- ماركوس وولي على موقع أول موفي (الإنجليزية)
- ماركوس وولي على موقع قاعدة بيانات برودواي على الإنترنت (الإنجليزية)
- ماركوس وولي على موقع قاعدة بيانات الأفلام السويدية (السويدية)
- ماركوس وولي على موقع إن إن دي بي (الإنجليزية)
- ماركوس وولي على موقع قاعدة بيانات الفيلم (الإنجليزية)
- ماركوس وولي على موقع كينوبويسك (الروسية)